# Eparchia di Ardatov

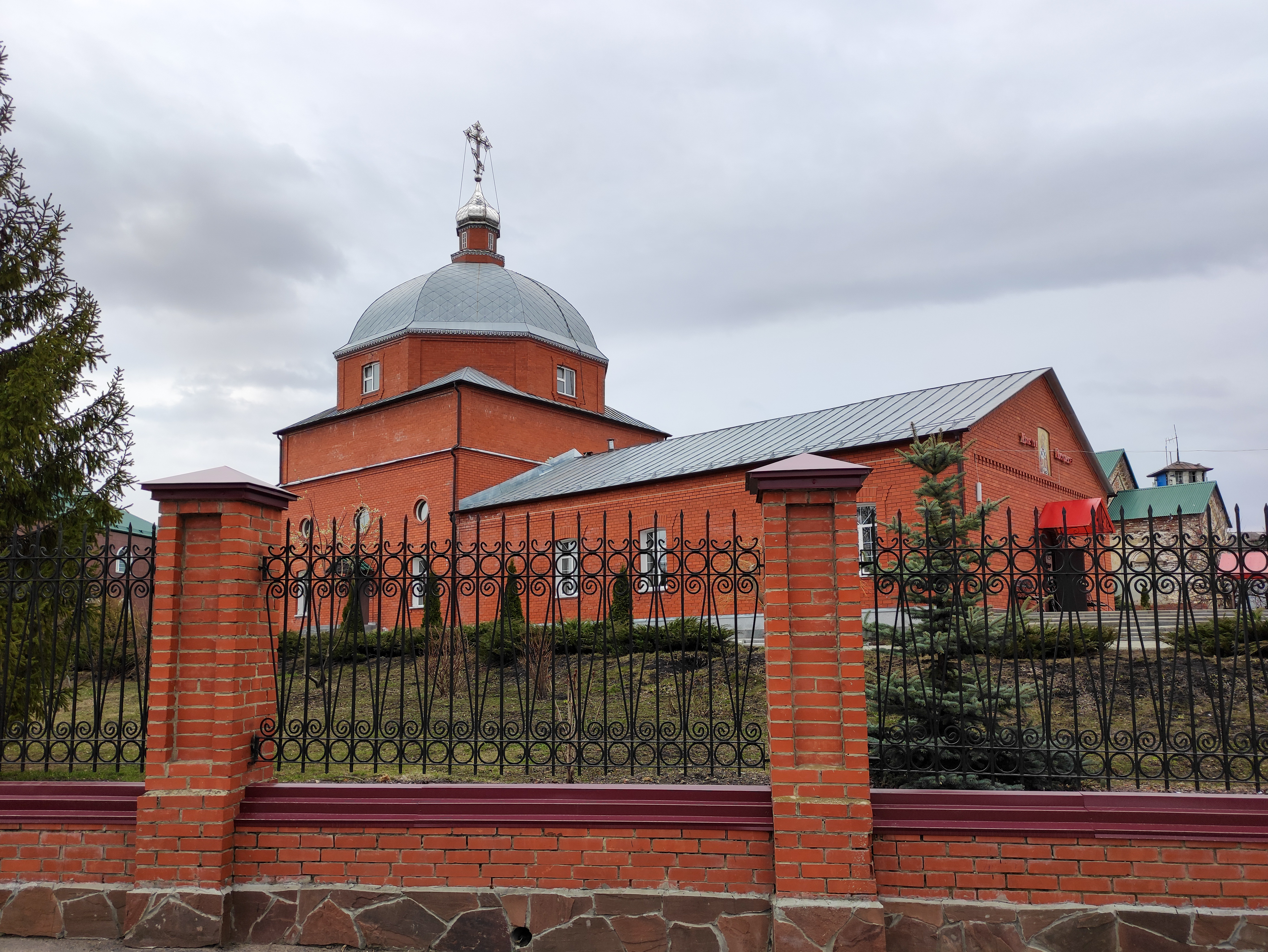
La cattedrale di San Nicola di Ardatov.

L'eparchia di Ardatov (in russo Ардатовская епархия?) è una diocesi della Chiesa ortodossa russa, appartenente alla metropolia di Mordovia.

## Territorio
L'eparchia comprende la città di Ardatov e i rajon Ardatovskij, Atjaševskij, Bol'šebereznikovskij, Bol'šeignatovskij, Dubënskij e Čamzinskij in Mordovia.
Sede eparchiale è Ardatov, dove si trova la cattedrale di San Nicola.
L'eparca ha il titolo ufficiale di «eparca di Ardatov e di Atjaševo».

## Storia
L'eparchia è stata eretta dal Santo Sinodo della Chiesa ortodossa russa il 30 maggio 2011, ricavandone il territorio dall'eparchia di Saransk.
Il 6 ottobre 2011 è entrata a far parte della metropolia di Mordovia.